# Karczewie
Karczewie – wieś w Polsce położona w województwie zachodniopomorskim, w powiecie gryfickim, w gminie Płoty.
W latach 1975–1998 miejscowość administracyjnie należała do województwa szczecińskiego.
W 2002 roku wieś liczyła 21 mieszkalnych budynków, w nich 21 mieszkań ogółem, z nich 21 zamieszkane stale. Z 21 mieszkań zamieszkanych 12 mieszkań wybudowany między 1918 a 1944 rokiem, 6 — między 1945 a 1970, 2 — między 1971 a 1978 i 1 — między 1989 a 2002 łącznie z będącymi w budowie.
Od 94 osób 27 było w wieku przedprodukcyjnym, 29 — w wieku produkcyjnym mobilnym, 22 — w wieku produkcyjnym niemobilnym, 16 — w wieku poprodukcyjnym. Od 76 osób w wieku 13 lat i więcej 4 mieli wykształcenie wyższe, 13 — średnie, 13 — zasadnicze zawodowe, 41 — podstawowe ukończone i 5 — podstawowe nieukończone lub bez wykształcenia.

## Ludność[2]
W 2011 roku w miejscowości żyło 101 osób, z nich 45 mężczyzn i 56 kobiet; 17 było w wieku przedprodukcyjnym, 43 — w wieku produkcyjnym mobilnym, 26 — w wieku produkcyjnym niemobilnym, 15 — w wieku poprodukcyjnym.